# Агахи, Мухаммад Риза
Мухамма́д Риза́ Агахи́ (чагат. محمد رضا آگهی‎) (1809[…], Хива — 1874[…], Хива) — узбекский поэт, историк и переводчик.
Стихи Агахи до сих пор красуются на многих памятниках Хорезма и особенно Хивы.

## Биография

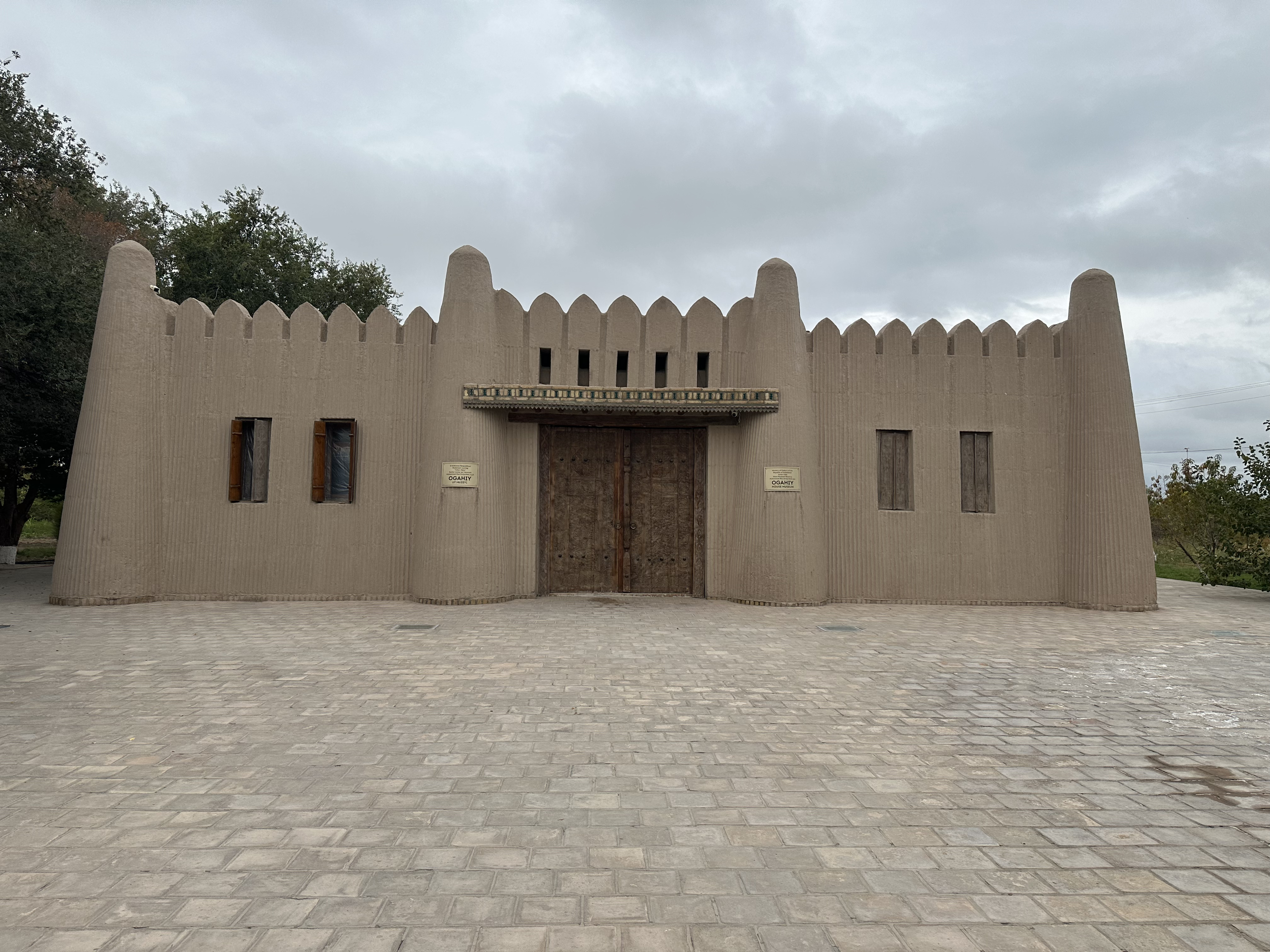
Дом-музей Агахи

Мухаммад Риза Агахи родился в 1809 году в кишлаке Кият, вблизи Хивы, в семье мираба (начальника по контролю водных ресурсов и орошения) Эрниязбека. Он принадлежал к узбекской знати из рода юз. Когда Мухаммад Ризе исполняется три года, его отец Эрниязбек умирает, и Мухаммад Риза остается в руках своего дяди Муниса Шермухаммада, который являлся известным поэтом, писателем, историком и переводчиком, и широко известен под именем Мунис Хорезми. После смерти Эрниязбека, мирабом становится Мунис Хорезми. В 1829 году Мунис Хорезми скончался, и его место в мирабстве занимает Мухаммад Риза Агахи, но в 1857 году уходит со своего поста.

## Творчество
Автор исторических трудов «Рияз уд-давла» («Сады благополучия»), «Зубдат ут-таварих» («Сливки летописей»), «Джами ул-вакиати султани» («Собрание султанских событий»), «Гульшани давлат» («Цветник счастья») и «Шахид ул-икбал» («Свидетель счастья»). В сочинении «Рияз уд-давла» повествуется история Хорезма с 1825 по 1842 год. В «Зубдат ут-таварих» излагается история Хорезма с 1843 по 1846 год. «Джами ул-вакиати султани» посвящено истории Хорезма с 1846 по 1855 год. «Гульшани давлат» включает в себя историю с 1856 по 1865 год. Последнее произведение Агахи «Шахид ул-икбал» посвящено периоду с 1865 по 1872 год.
В его стихах на узбекском и персдиском языках звучат гражданские мотивы — недовольство действительностью, осуждение лицемерия. В лирическом диване «Талисман влюблённых» Агахи воспел высокие человеческие чувства. Агахи перевёл на узбекский язык более 20 исторических и художественных произведений классиков Востока (в том числе «Гулистан» Саади). Его историческое произведение было продолжено историком Баяни.
Самая знаменитая песня «Феруз», которую поют многие узбекские певцы, также написал Агахи.
Агахи скончался в 1874 году в Хиве.

## Переводы на русский язык
АГАХИ «Избранное» Перевод Наума Гребнева, Р.Морана. Изд-во ЦК УзбССР, Ташкент 1984. Тираж 355 000

## Память

### Памятники

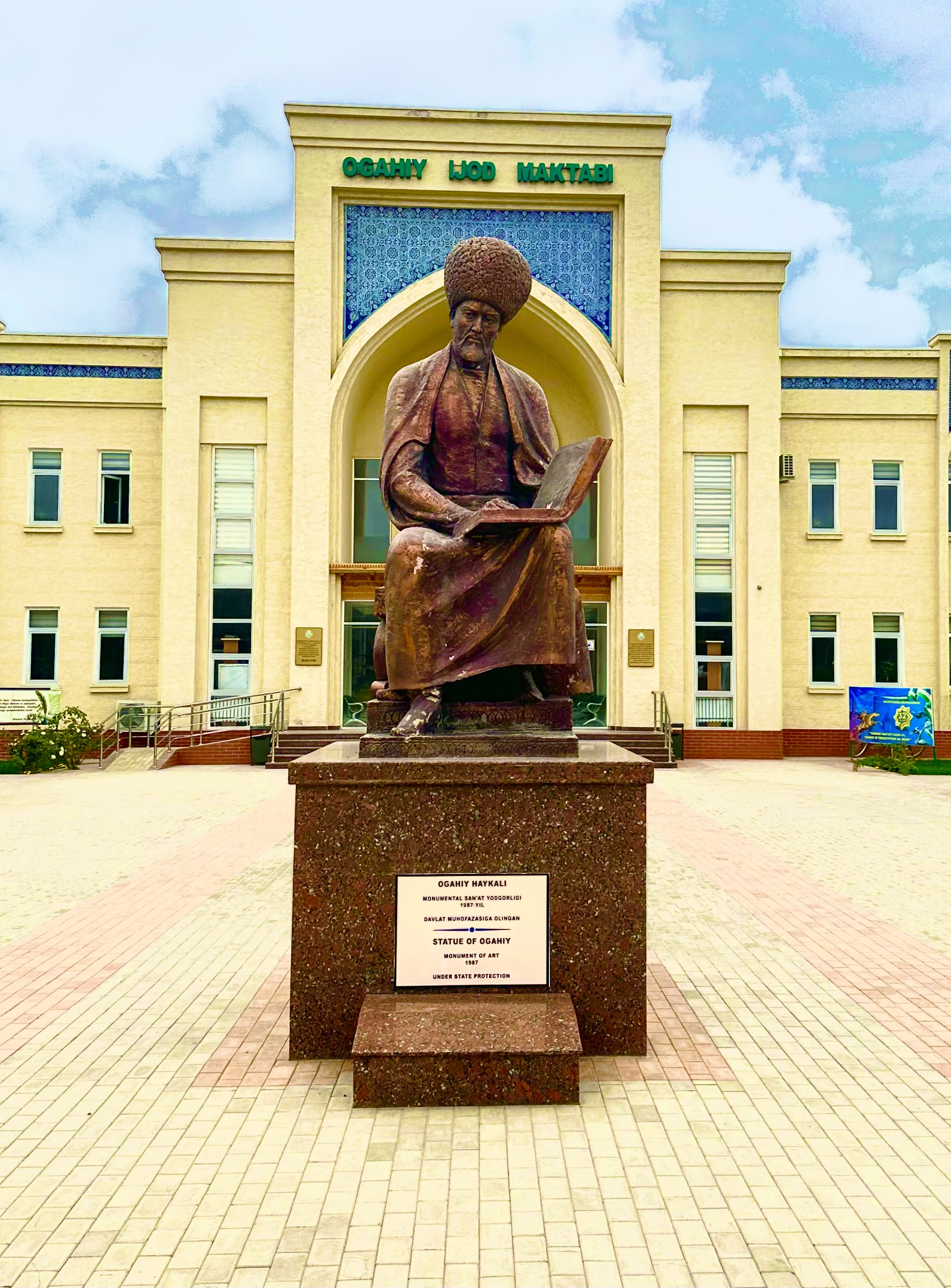
Памятник Агахи. Творческая школа им. Агахи. Хива.
Памятник Агахи. Аллея литераторов. Ташкент.

### На почтовых марках

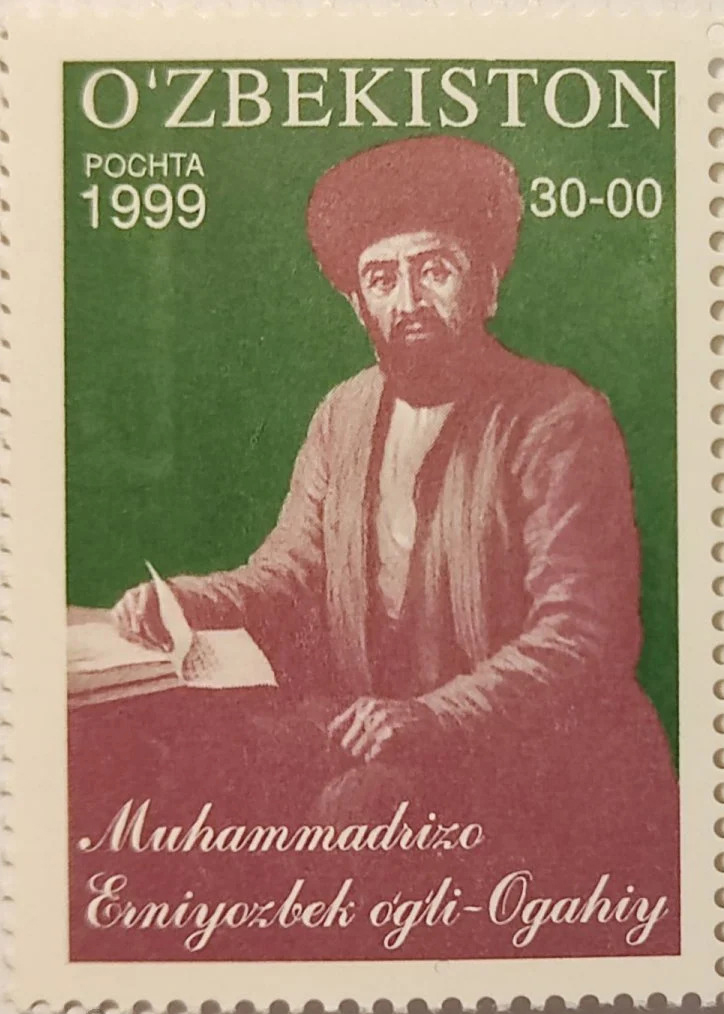
На узбекистанской почтовой марке